# Futbol de botons
El futbol botons o futbol de botons és un joc originari de Catalunya creat la dècada del 1930 que es juga amb botons. El 2023 va ser reconegut com un esport de lleure no federat pel Consell Català de l'Esport. La durada d'un partit és variable però es recomana que sigui de dues parts de 15 minuts cada una.